# Сент-Эльмо (тайное общество)
Сент-Эльмо (тайное общество) (англ. St. Elmo) — тайное общество старшекурсников Йельского университета (г. Нью-Хейвене, штат Коннектикут, США).
Основано в 1889 году.

## Выдающиеся члены

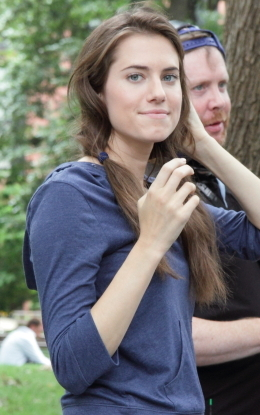
Эллисон Уильямс

- Фукс, Джим (1950), бронзовый призёр Олимпийских игр в Лондоне (1948) и Хельсинки (1952)
- Эшкрофт, Джон Дэвид (1964), губернатор штата Миссури (1985—1993), сенатор США от штата Миссури (1995—2001), генеральный прокурор США (2001—2005)
- Уильямс, Эллисон (2010), американская актриса, комедиантка и сценаристка